# La Bassadolç
La Bassadolç és una muntanya de 466 metres que es troba al municipi de Tàrrega, a la comarca catalana de l'Urgell.